# María Pedraza
María Pedraza Morillo (Madrid, 26 de enero de 1996) es una actriz española de cine y televisión que se dio a conocer por sus papeles en las series La casa de papel, Élite y Toy Boy.

## Biografía
María Pedraza Morillo nació en Madrid el 26 de enero de 1996. A los 8 años empezó a estudiar danza clásica en el Real Conservatorio Profesional de Danza Mariemma. Tras el consejo de su madre, empezó a tomar clases de interpretación mientras seguía asistiendo a clases de danza en el conservatorio, hasta los 18 años de edad.

### Vida personal
María empezó una relación con su compañero, Jaime Lorente, al que ya conocía de La Casa de Papel y con el que estuvo durante dos años. Tras su ruptura pública a finales de 2020, en mayo de 2021 inició una relación con Álex González al que conoció en las grabaciones de Toy Boy. En abril de 2023, la pareja se separó. En ese mismo mes, empezó a salir con el piloto Víctor López. Sin embargo, su romance duró poco y rompieron. En agosto, se confirmó su relación con Jason Fernández por imágenes en las que se descubrió a la pareja viajando a Ibiza a pesar de mantenerla privada por un tiempo.

## Carrera profesional
Fue descubierta en su cuenta de Instagram por la agente de talentos Carolina Castellví, quien la invitó a realizar una audición para la actriz principal de una ópera prima AMAR tras ver sus publicaciones en la red social. Cuando llegó al casting afirmó estar muy nerviosa, ya que sólo sabía bailar, y no actuar. A pesar de todo, la cogieron como protagonista para interpretar el papel de Laura, integrando un reparto conformado también por Pol Monen, Natalia Tena, Gustavo Salmerón y Nacho Fresneda. La película se estrenó en cines el 21 de marzo de 2017.
Su segundo proyecto como actriz fue el de dar vida a Alison Parker, hija del embajador británico en España, en la popular serie, La casa de papel. La posterior compra de la misma por Netflix le valió a la actriz el reconocimiento tanto nacional como internacional. Ese mismo año formó parte del elenco de la webserie producida por RTVE para su plataforma Playz Si fueras tú, interpretando los papeles de Alba Ruiz Alonso y Cristina Romero. Se trata de una serie interactiva en la que los usuarios votaban semanalmente para decidir de qué manera continuaba la historia. Esta dio lugar a un telefilme, estrenado el 4 de diciembre de 2017 en La 1.
A principios de 2018 fue anunciada su participación en la segunda serie española original de Netflix titulada Élite, donde comparte reparto con los actores de La casa de papel Miguel Herrán y Jaime Lorente. Élite se estrenó el 5 de octubre de ese mismo año. Pedraza interpretó a Marina Nunier durante la primera temporada de la serie.
Atresmedia confirmó que la actriz sería la protagonista de Toy Boy, su nueva ficción producida por Plano a Plano, la cual fue proyectada en el FesTVal en Vitoria y preestrenada en Atresplayer Premium en 2019. Tras su emisión por la televisión en abierto, la serie fue estrenada en la plataforma online Netflix a principios de marzo de 2020. Además, entre septiembre y octubre rodó la película ¿A quién te llevarías a una isla desierta?, dirigida por Jota Linares y para Netflix, plataforma con la que la actriz repite tras Élite. La cinta se presentó en la XXII edición del Festival de Málaga y su estreno tuvo lugar el 12 de abril de 2019.
En agosto de 2019 comenzó el rodaje de El verano que vivimos, largometraje dirigido por Carlos Sedes en el que comparte reparto con Blanca Suárez y Javier Rey entre otros. Su estreno tendrá lugar el 6 de noviembre de 2020. En junio de 2020 se dio a conocer que María protagoniza, junto a Karra Elejalde, la nueva comedia de Fernando Colomo Poliamor para principiantes, y el comienzo del rodaje de la misma. A principios de 2021 se anunció que volvía a ponerse en la manos de Jota Linares para protagonizar la película original de Netflix Las niñas de cristal, que se estrenó en abril de 2022 en Netflix.
En 2023 estrenó la película de acción original de Amazon Prime Video Awareness, dirigida por Daniel Benmayor. Además, protagonizó la también serie de Amazon con Mediaset España, Urban. La vida es nuestra, junto a Asia Ortega y Bernardo Flores. También participó en el vídeo musical de éxito mundial «Lala» de Myke Towers. Así mismo, se unió al reparto principal de la nueva serie de Movistar+ Galgos y su papel protagonista para la película El correo, junto a Aron Piper y dirigida por Daniel Calparsoro.

## Filmografía

### Cine
| Año  | Título                                     | Rol           | Director                  |
| ---- | ------------------------------------------ | ------------- | ------------------------- |
| 2017 | Amar                                       | Laura         | Esteban Crespo            |
| 2019 | ¿A quién te llevarías a una isla desierta? | Marta Garnica | Jota Linares              |
| 2020 | El verano que vivimos                      | Adela Ibáñez  | Carlos Sedes              |
| 2021 | Poliamor para principiantes                | Amanda        | Fernando Colomo           |
| 2021 | Ego                                        | Paloma        | Alfonso Cortés-Cavanillas |
| 2022 | Las niñas de cristal                       | Irene Solís   | Jota Linares              |
| 2023 | Awareness                                  | Esther        | Daniel Benmayor           |
| 2024 | El correo                                  | Leticia       | Daniel Calparsoro         |

### Televisión
| Año       | Título                    | Rol                                     | Notas                                      |
| --------- | ------------------------- | --------------------------------------- | ------------------------------------------ |
| 2017      | Si fueras tú              | Alba Ruiz Alonso Cristina «Cris» Romero | Protagonista; 8 episodios                  |
| 2017      | La casa de papel          | Alison Parker                           | Elenco principal (parte 1-2); 15 episodios |
| 2018      | Élite                     | Marina Nunier Osuna                     | Protagonista (temporada 1); 8 episodios    |
| 2019–2021 | Toy Boy                   | Triana Marín                            | Protagonista; 21 episodios                 |
| 2023      | Urban. La vida es nuestra | Lola                                    | Protagonista; 6 episodios                  |
| 2024      | Galgos                    | Jimena Díaz Somarriba                   | Elenco principal; 6 episodios              |
| 2024      | Asalto al Banco Central   | Maider Garmendia                        | Protagonista: 5 episodios                  |

### Videos musicales
- 2023: Lala de Myke Towers.

## Premios y reconocimientos
El 5 de noviembre de 2024, María ganó el Premio Especial Mejor Actriz Española con proyección Internacional, en la primera edición de los Premios InStyle en Serie, concedidos por la edición española de la revista de moda InStyle, de RBA. 